# Крикун Сергій Вікторович
Сергій Вікторович Крикун (нар. 22 вересня 1996, Карпилівка, Волинська область, Україна) — український футболіст, півзахисник польського клубу «П'яст». Має також польське громадянство.
На правах оренди грає в клубі «Сталь» (Мелець).

## Життєпис
Народився в селі Карпилівка Волинської області. На батьківщині з 2010 по 2014 рік виступав за «Цумань» та «Піддубці» в юнацькому чемпіонаті Волинської області. В підлітковому віці виїхав до Польщі. В сезоні 2014/15 років виступав за ТОП 54 (Біла Підляська) на юнацькому рівні.
На початку липня 2015 року перейшов до «Підляшшя», де провів два сезони. Наприкінці липня 2017 року перебрався до «Гарбарні». У футболці краківського клубу дебютував 12 серпня 2017 року в переможному (3:1) домашньому поєдинку 3-го туру Другої ліги Польщі проти «Сіарки» (Тарнобжега). Сергій вийшов на поле на 68-й хвилині, замінивши Міхал Кітинський, а на 78-й хвилині відзначився першим голом у новій команді. Допоміг команді вийти до Першої ліги. У вище вказаному турнірі дебютував 20 липня 2018 року в програному (0:2) домашньому поєдинку 1-го туру проти мелецької «Сталі». Крикун вийшов на поле в стартовому складі, а на 66-й хвилині його замінив Шимон Кебжак. Першим голом у Першій лізі Польщі відзначився 15 березня 2019 року на 76-й хвилині переможного (1:0) виїзного поєдинку 24-го туру проти «Сандеції». Сергій вийшов на поле в стартовому складі та відіграв увесь матч. У команді провів два сезони, за цей час у чемпіонатах Польщі зіграв 45 матчів (8 голів), ще 3 поєдинки провів у кубку Польщі.
На початку липня 2019 року підсилив «Ресовію». У футболці ряшівського клубу дебютував 27 липня 2019 року в переможному (3:1) виїзному поєдинку 1-го туру Другої ліги Польщі проти «Сталі» (Стальова Воля). Крикун вийшов на поле в стартовому складі, а на 70-й хвилині його замінив Радослав Адамський. Першим голом у футболці «Ресовії» відзначився 10 серпня 2019 року на 76-й хвилині переможного (3:0) домашнього поєдинку 3-го туру Другої ліги України проти «Зніча» (Прушкув). Сергій вийшов на поле в стартовому складі, а на 77-й хвилині його замінив Радослав Адамський. У команді провів один сезон, за цей час у Другій лізі Польщі зіграв 33 матчі (5 голів) та 2 поєдинки провів у кубку Польщі.
У середині серпня 2020 року вільним агентом перебрався до «Гурника». У футболці ленчнського клубу дебютував 29 серпня 2020 року в переможному (3:0) домашньому поєдинку 1-го туру Першої ліги Польщі проти белхатувського ГКСа. Сергій вийшов на поле в стартовому складі, а на 90+1-й хвилині його замінив Арон Стасяк. Першим голом за «Гурник» відзначився 2 вересня 2020 року на 90-й хвилині переможного (3:1) виїзного поєдинку кубку Польщі проти нисенської «Полонії». Крикун вийшов на поле на 76-й хвилині, замінивши Ігора Корчаковського. Дебютним голом за ленчнський клуб у Першій лізі відзначився 22 листопада 2020 року на 21-й хвилині нічийного (1:1) виїзного поєдинку 13-го туру проти «Одра» (Ополе). Сергій вийшов на поле в стартовому складі та відіграв увесь матч. За підсумками сезону 2020/21 років допоміг вибороти команді путівку до еліти польського футболу. В Екстраклясі дебютував за «Гурник» 24 липня 2021 року в нічийному (1:1) домашньому поєдинку 1-го туру проти «Краковії». Крикун вийшов на поле в стартовому складі та відіграв увесь матч. У сезоні 2021/22 років зіграв 32 матчі в еліті польського футболу, забитими м'ячами не відзначався. Сам же «Гурник» за підсумками сезону понизився в класі.